# 大城智之
大城 智之（おおしろ ともゆき、1979年1月15日 - ）は日本のネイルアーティスト兼デザイナー。

## 経歴
- 2003年、独学でネイルを学び、東京・銀座でネイルアーティストとして活動を開始。以降、雑誌・広告・CMなどのネイルデザインを担当。
- 2006年、東京・表参道に拠点を移し、表参道ヒルズオープニングセレモニーのネイルデザインをはじめ、イベント・コラム・講師などを担当。
- 2007年、デザイナーとして、国内外の企業とコラボレーションを開始。
- 2008年、東京・表参道にNail Salon Crystal DeviL設立。
- 2010年、著書「ジェルネイルアート」が発売され「フランクフルト・ブックフェア」など海外で出展される。
- 2011年、著書「STYLISME D'ONGLES」が世界各国で発売される。

## 特徴
クリスタルガラスメーカー「SWAROVSKI社」の「SWAROVSKI ELEMENTS」を使用した3Dデザインが、海外でも注目を集めている。

## 主なコラボレーション
- TOWER RECORDS（2007年）
- Christofle（2008年）
- 寺岡精工（2008年）
- 円谷プロダクション（2008年）
- HELENA RUBINSTEIN（2009年）
- Jabra（2009年）
- 伊勢丹（2009年）
- ARMANI EXCHANGE（2009年）
- 横浜ベイスターズ（2010,2011年）
- 鳴海製陶（2010年）
- Crystal Ball（2010年）他

## 著書
- 「ジェルネイルアート」（グラフィック社）2010年
- 「DIAGRAM ART BOOK　Vol.1」（Nail Labo）2011年
- 「DIAGRAM ART BOOK　Vol.2」（Nail Labo）2011年
- 「STYLISME D'ONGLES」（Editions Eyrolles）2011年

## テレビ出演
- 「サンデー・ジャポン」（TBS）
- 「ステキ + Life」（J:COM）
- 「BeauTV～VOCE」（テレビ朝日）他